# Chiré-en-Montreuil

Chiré-en-Montreuil este o comună în departamentul Vienne, Franța. În 2009 avea o populație de 870 de locuitori.